# Allister
Allister — поп-панк-группа из Чикаго, штат Иллинойс. Основана в 1996 году и была одной из первых групп лейбла Drive-Thru Records. Группа выпустила четыре студийных альбома — Dead Ends and Girlfriends (1999), Last Stop Suburbia (2002), Before the Blackout (2005). 6 марта 2007 года группа объявила о временном прекращении совместной работы. В 2010 году Allister воссоединилась и записала альбом Countdown to Nowhere, в 2012 году — Life Behind Machines. Группа также исполнила эпизодическую роль (камео) в фильме 2004 года Ночная тусовка (Sleepover). В 2019 году группа выпускает сборник вновь записанных треков под названием Best Of… 20 Years & Counting, куда попадают раннее записанные хиты группы, такие как Radio Player, Flypaper и другие. Данный сборник можно считать отличным подарком для фанатов на двадцатилетие группы.

## Участники группы
- Тим Рагнер (Tim Rogner) — вокал, гитара
- Скотт Мёрфи (Scott Murphy) — вокал, бас-гитара
- Кайл Льюис (Kyle Lewis) — гитара
- Майк Леверенс (Mike Leverence) — ударные

### Бывшие участники
- Эрик «Skippy» Мюллер (Eric «Skippy» Mueller) — вокал, гитара
- Джон Hamada (John Hamada) — вокал, гитара
- Крис Рагнер (Chris Rogner) — гитара
- Дэвид Росси (David Rossi) — ударные

## Дискография
Студийные альбомы
- Dead Ends and Girlfriends (1999)
- Last Stop Suburbia (2002)
- Before the Blackout (2005)
- Countdown to Nowhere (2010)
- Life Behind Machines (2012)
- Best Of… 20 Years & Counting (2019)

EP
- 5 Song Demo Tape(1997)
- You Can’t Do that on Vinyl (1998)
- Guilty Pleasures (2006)
- Second City Showdown (Split EP with Good 4 Nothing) (2010)
- You Still Can’t Do That on Vinyl (2011, Little Heart Records)

Саундтреки
- «We Close Our Eyes» к фильму Ночная тусовка (Sleepover)